# Larrousse LH95
O  Larrousse LH95 é o modelo da Larrousse que seria utilizado na temporada de Fórmula 1 de 1995, porém a equipe teve o projeto de inscrição para a temporada negado. Seria pilotado por Eric Bernard e Christophe Bouchut.